# Obtained Enslavement
Obtained Enslavement e бивша норвежка блек метъл група, съществувала през 1989 г.

## Дискография

### Студио албуми
- 1994 – „Centuries of Sorrow“
- 1997 – „Witchcraft“
- 1998 – „Soulblight“
- 2000 – „The Shepherd and the Hounds of Hell“

### Демо
- 1992 – „Obtained Enslavement“
- 1994 – „Out Of The Crypts“